# スーパーロボット大戦T
『スーパーロボット大戦T』（スーパーロボットたいせんティー）は、バンダイナムコエンターテインメントより2019年3月20日に発売されたPlayStation 4/Nintendo Switch用ゲームソフト。略称は『スパロボT』。
キャッチコピーは「命を懸けて護るべき故郷――それは、地球（TERRA）だ。」。

## 概要
さまざまなアニメ・漫画・小説に登場するロボットたちやそのパイロットなど関係者たちが競演するクロスオーバー作品「スーパーロボット大戦シリーズ」（スパロボ）の1つ。2018年11月19日配信の「生スパロボチャンネル」にて、『スーパーロボット大戦DD』とともに正式発表された。SIEと任天堂の両社のハードで同時発売されるのは、スパロボシリーズで本作が初となる。
『スーパーロボット大戦V』（以下『V』）および『スーパーロボット大戦X』（以下『X』）と同じく続編の発売の予定はなく、ストーリーも本作のみで完結すると明言されている。ただし制作側の意識のうえで『V』『X』『T』は3部作であり、シークレットシナリオで『V』および『X』での登場人物や機体が登場する。さらに後に配信されたDLC「エキスパンション・シナリオ」は、『V』および『X』のキャラクターと機体が正式に参加して最大の敵と戦う、過去3作品の総括的内容となっている。
プロデューサーの寺田貴信は、タイトルに自身の名前を連想させる「T」を用いることへの抵抗から今まで採用を見送ってきたが、使用できるアルファベットが無くなって来たため、本作にて採用したと述べている。また寺田は当初は仮称として提案していたのだがそのまま通ってしまったとも述べている。

## ストーリー
本作のストーリーは、男性のサイゾウ・トキトウと女性のサギリ・サクライのいずれかを主人公として展開され、選ばれなかったほうの人物は仲間として登場する。
便宜上、以下のあらすじはサイゾウを主人公として記述する。サギリが主人公の場合、人間関係は変化するが、全体的なストーリー展開に違いはない。

### 本編
第1 - 8話
人類が宇宙進出に積極的だった数十年、通称「黄金の時代」は、正体不明の生命体「宇宙怪獣」の脅威によって終わりを告げた。外宇宙に待ち受ける過酷な現実の前に敗北を喫し、生存圏を太陽系内に押し留められた人類は、夢、希望、情熱を失って長らく停滞状態に陥り、諦めと退廃の支配する「黄昏の時代」を迎えていた。
株式会社VTXユニオンの社員であるサイゾウは、ダイマ・ゴードウィン社長の肝いりで新設された特務三課の主任に就き、地球連邦軍次期量産機コンペに向けて新型機ティラネードを完成させる「プロジェクトTND」に参画する。サイゾウは新入社員のラミィとともにティラネードのパイロットとなり、特務三課一同が乗る支援機キャリアクスと力を合わせて、様々な敵と戦いながらデータ収集を重ねる。一方、ライバル部署の特務一課のサギリは独自の新型機ゲシュペンストを駆り、特務三課と切磋琢磨し合うのだった。
前年のガンダムファイトの優勝者ドモンをサポートするために火星行きを命じられた特務三課は、連邦軍が腐敗して無法がまかり通る現地の有様を目の当たりにする。
とある街中で、ルーディー・ピーシーザルトと名乗る女性がサイゾウに声をかけ、ヘッドハンティングを仕掛けてくる。誘いを断られたルーディーは、その後に起きたテロリスト集団「火星の後継者」との戦闘中に乱入してくるが、ティラネードとキャリアクスの連携戦術に敗れると、その場を退いた。
第9 - 14話
火星の後継者が武装蜂起したとの報せを受けた一行が地球圏のはずれまで戻ってくると、地球連邦と対立しつつも現在休戦中のはずのネオ・ジオンから攻撃を受ける。
世界情勢の緊張が高まりゆく中、ゴードウィンに招集された一行は、地球連邦議会で「暁の会」を率いるエイム・プレズバンド議員を紹介される。プレズバンドは地球人類への脅威と戦うための力を求めており、ロンド・ベルや独立ナデシコ隊を統合して拡張させた新たな独立部隊T3 (Tread on the Tiger's Tail) の創設を命じるのだった。
第15 - 21話
謎の企業「カンパニー」の一員を自称するルーディーは、次々と民間人をスカウトしてT3に挑戦させるという、不可解な行動を繰り返す。ルーディーの目的は、地球にあるという「宝」であるらしい。
T3は地球へスペースコロニーを落下させようとするネオ・ジオンに立ち向かうが、カンパニーの横槍で作戦阻止に失敗する。ガオガイガーと超竜神の働きで、かろうじて被害は最小限に食い止められたものの、コロニーが落ちた事実は世界中の人々の心に不安をかき立てる。
さらにカンパニーは未知の超技術で時空を歪め、T3を地球から遠く離れたアストラギウス銀河や、異世界セフィーロへと転送させるのだった。
第22 - 26話
波乱万丈の冒険の末、T3は地球に帰還する。ティラネードのデータ収集を終えた特務三課は、特務一課のゲシュペンストとの社内コンペに臨もうとするが、またしてもルーディーが介入してくる。彼女が属するカンパニーの正体とは、異星人で構成されたUND（第13・24・32銀河および汎星団間共同体同盟下における軍事協賛組織連合）であった。
何かに思い悩むラミィは戦闘に集中できず、ティラネードはルーディーに撃墜される。実は惑星ダーブネス出身の異星人だったラミィは、諸事情から地球に持ち込んだティラネードの搭載機関「クォーク・ドライブ」こそがUNDの求める宝であり、地球が狙われる原因を自分が作ってしまったと考えていた。
社内コンペが失敗した原因も含めて自分の責任を感じVTXユニオンを辞めようとするラミィに対し、サイゾウはサラリーマンの真髄を説く。それは、特務三課だけでなく多くの社員が抱く夢によって業務が支えられているということだった。VTX各部署の奮闘により、ティラネードは強化発展型のティラネード・レックスとして新生。サイゾウは戦う決意を固めたラミィや、キャリアクスに乗る仲間たちとともにルーディーへ逆襲を仕掛け、勝利するのだった。
第27 - 29話
月面で行われたルーディーとの対談により、UNDの求める地球の宝とは、老若男女誰もが兵士としての高い資質を秘めている地球人そのものであると明かされる。UNDが地球に侵攻した真の目的は、全地球人80億人を兵士に仕立て上げ、傭兵として外宇宙の戦争に斡旋する一大プロジェクト「地球人兵士化計画」の推敲だったのである。
T3が火星の後継者を壊滅させたのを機に、プレズバンドはUNDの存在を地球圏に公表する。そして、T3に最後の勝負を挑んで敗れたルーディーは、UNDでの地位を失い、姿を消した。
第30 - 42話
UNDの太陽系侵攻の責任者を務めるワシールモン・ラズエルソンは、宇宙怪獣を呼び込むなどの卑劣な戦略でT3を翻弄する。
地球近海での決戦にて、ワシールモンは艦隊でT3を包囲して動きを封じたうえで、宇宙基地オービットベースに戦艦を激突させようとする。だが、現場視察に来ていたゴードウィンがゲシュペンストで戦艦に特攻し、わずかな時間を稼いだ。
その隙にラミィは、地球の技術を取り込んで改良したクォーク・ドライブを用いる、ティラネード・レックスとキャリアクスの最終戦術「クォーク・クラスター・ノヴァ」を完成させる。社長の犠牲に怒りを燃やす特務三課の一撃を受け、ワシールモンの艦隊は崩壊した。
第43 - 45話
地球人類の意志統一のため、T3はネオ・ジオンを率いるハマーン・カーン、そしてシャア・アズナブルとの三つ巴の戦いに身を投じる。やがて形勢不利となったシャアは、UNDの支援を受けていたことを明らかにし、一同の怒りを買う。しかしシャアの真意は「地球を売り渡そうとした大罪人」を演じ、自らの追従者の戦意を失わせることにあった。一同は釈然としない思いを抱えつつも、地球連邦とネオ・ジオンの対立構造が終焉したことを受け入れた。
だが、UND全艦隊司令のラグヤナル・ディンハーリッシュには、シャア以外の協力者がまだ控えていた。
第46 - 53話
T3の活躍により、宇宙怪獣をはじめとする地球人類への脅威は次々と撃退されていった。彼らの支援を続けてきたプレズバンドは、新体制の地球連邦の発足に向けて動き出したことを公表するとともに、地球が黄昏の時代を抜けて新たな黄金の時代を迎えようとしていることを宣言する。
ところが、プレズバンドが紹介した外宇宙進出におけるパートナーとは、ラグヤナルのことだった。人類の未来を悲観するプレズバンドは、10億人の地球人を兵力としてUNDに差し出すことで人類を外宇宙の脅威から守ろうとしていたのであった。
プレズバンドの裏切りが私心に基づくものではないと理解しながらもT3一同はその悲観論を糾弾し、地球の未来は自分たちの力で切り開いていくと訴える。T3によってラグヤナル率いるUND最強の第零番艦隊は敗れ、ここに地球人兵士化計画は潰えた。
最終話
地球に帰還したT3の前に、死んだはずのゴードウィンが突如として姿を現し、新たな黄金の時代を迎えた地球人によって宇宙の星々を制圧していくという「銀河統一計画」を語りだす。唖然とした一同は、地球人を侵略者の立場に立たせることになると訴え、独善的な目的のために会社を私物化していたことも含めて非難するが、自らの正義を信じて疑わないゴードウィンは耳を貸さず、計画に逆らうT3こそ悪だと断じる。
ゴードウィンはVTXユニオンの資産を私物化して造り上げた決戦兵器で大暴れするが、特務三課をはじめとするT3に敗北する。死に殉じようとするものの「逃げることは潔いとは言わない」という自らが定めたVXT社訓のひとつを突き付けられた末、ラミィの最後の説得を受けて敗北を認めて素直に投降した。
こうして、地球の新時代を迎えるための長い戦い、人呼んで「黎明戦争」は終結し、仲間たちはそれぞれの戻るべき場所、帰るべき世界へ戻っていった。特務三課の業務も一段落となったが、サイゾウは「いつか社長になる」という新たな目標を掲げ、仲間たちを引っ張っていくのだった。

### Expansion Scenario
第1 - 5話
黎明戦争の終結から数か月後、特務三課は予算の枯渇という危機に直面していた。そのような折、地球連邦からテロリスト退治の依頼が舞い込む。当初こそネオ・ジオン主戦派の残党と思われたそのテロリストたちは、実際に戦ってみると異様なまでに強く、歴戦の猛者となった特務三課が撤退も視野に入れねばならないほどであった。
そしてこれ以降、太陽系の各所で人類に敵対行動をとる謎の勢力が活動するようになった。特務三課は段階的にT3の仲間たちとの合流を繰り返しつつ、敵の正体を探っていく。
やがて、敵勢力は次元境界線の歪みから出現することが明らかとなる。同時にその歪みを通じて、並行世界で悪と戦っていた地球艦隊・天駆やエクスクロスの面々が来訪するのだった。
第6 - 8話
アートルムという呼称がつけられた謎の敵勢力に立ち向かうため、T3が正式に再結成され、並行世界からの来訪者たちもその一員となった。
T3が敵の手掛かりを追ううちに、火星での戦いで命を落としたワシールモンが蘇り、アートルムの前線指令として姿を現す。
ワシールモンは生前の知略を捨てて、無限に出現する兵力に頼った物量作戦を仕掛けてくるが、その展開を先読みしていたT3は、消耗した戦力を即座に回復できる布陣で迎え撃つ。ワシールモンは再び敗死し、その肉体が機械でできていたことが判明する。
第9 - 11話
アートルムの戦力は、機械の肉体に死者の魂を宿らせたものだった。一同はその背後に、かつて地球艦隊・天駆に敗れた超文明ガーディムや、エクスクロスと敵対した魔従教団の存在を感じ取る。
黎明戦争でT3に討たれた暗黒の魔女デボネアが復活し、魔従教団の支配者だった魔獣エンデを蘇らせたと語る。さらにエンデは、協力者としてガーディムを復興させるためのシステム・ネバンリンナを引き込み、自分たちを倒した相手に復讐するためにアートルムを構成したのだ。
T3はデボネアを消滅させることに成功するが、エンデとネバンリンナは宇宙のバランスを崩しかねないほどに闇の力を高めつつあった。
第12 - 14話（激闘ルート）
ネバンリンナと対峙したT3は、戦いの中で人間の愛情を理解することの大切さを説く。苦悩したネバンリンナは説得を受け入れて改心するが、そのシステムの一部はリンクを切断し、憎しみに囚われたままエンデへの支援を続ける。
魔従教団のセルリックの姿を借りて戦っていたエンデは、ネバンリンナに造らせていた魔獣の器が完成すると、そちらに肉体を切り替えて、人の恐怖や絶望を喰らうことへの欲望をあらわにする。
光と影が反転した宇宙での最終決戦にて、T3に追い詰められたエンデと悪のネバンリンナは、合体して鉄魔獣ネバンエンデとなり、以前にも増して強大な力を手にする。しかし実は、共に愛情を苦手とする者同士の合体のため、弱点は克服できていなかった。とどめを刺されたネバンエンデは今度こそ滅び、アートルムの脅威は消え去った。
一連の戦いで太陽系各所が受けた損害は、善のネバンリンナの文明復興能力でたちまち修復された。来訪者たちは元の世界へと帰還し、任務を達成した特務三課は無事に予算を獲得したのであった。

## ゲームシステム
TACマネージメント
『V』『X』から引き継がれている要素で、TacP（タックポイント）を消費して味方部隊全体を強化する。
スキルラーニングシステム
『V』『X』では特殊スキルを順番に開放していくスキルツリー方式だったが、「好きなスキルを直接入手したい」というプレイヤーの声に応え、本作では初めから全スキルを選べる。
前作までは「普段使わないスキルでも、入手して効果を体感してほしい」という意図からスキルツリー方式を採用していたが、『V』『X』を経たプレイヤーはすでに各スキルの効果を熟知しているだろうことから、本作では育成の自由度を上げることになった。
サブオーダー
インターミッションにて、全パイロットの中から数名を選び、資金・TacP・経験値・撃墜数のそれぞれに割り振って強化を行う。
自由度の高い育成を楽しめるように、本作では直前のシナリオで出撃したパイロットも選択できるようになっている。
サポーターコマンド
本作からの新要素。直接戦闘には参加しないが、部隊に同行しているキャラクターが支援を行う。
イベントCGの挿入
演出面の強化の一環として、本作ではシナリオ中の要所で一枚絵のイベントCGが表示されるようになった。

## 参戦作品

### 一覧
★マークはシリーズ初参戦、●は機体のみ参戦。
- 無敵ロボ トライダーG7
- 聖戦士ダンバイン
- 聖戦士ダンバイン New Story of AURA BATTLER Dunbine
- 機動戦士Ζガンダム
- 機動戦士ガンダムΖΖ
- 機動戦士ガンダム 逆襲のシャア
- ●機動戦士ガンダム 逆襲のシャア ベルトーチカ・チルドレン
- 機動戦士クロスボーン・ガンダム
- ● 機動戦士クロスボーン・ガンダム スカルハート
- ● 機動戦士クロスボーン・ガンダム 鋼鉄の7人
- 機動武闘伝Gガンダム
- 装甲騎兵ボトムズ
- ●装甲騎兵ボトムズ ザ・ラストレッドショルダー
- 装甲騎兵ボトムズ ビッグバトル
- 勇者特急マイトガイン
- 勇者王ガオガイガー
- ★カウボーイビバップ
- トップをねらえ!
- 機動戦艦ナデシコ The prince of darkness
- 真(チェンジ!!)ゲッターロボ 世界最後の日
- 劇場版 マジンガーZ/INFINITY
- ★わが青春のアルカディア 無限軌道SSX
- ★魔法騎士レイアース
- ガン×ソード
- ★楽園追放 -Expelled from Paradise-

### 解説
全25作品。そのうち新規参戦作品は4作品で、本作と同時展開される『スーパーロボット大戦DD』と重複しないように選ばれている。『ガン×ソード』は音声付きシリーズ初登場、『劇場版 マジンガーZ/INFINITY』は家庭用ゲーム機向けシリーズ初登場となる。
新規参戦作品は国内外を含めたユーザーからのアンケート結果を重視して選定された。『機動武闘伝Gガンダム』『勇者特急マイトガイン』『勇者王ガオガイガー』『トップをねらえ!』『機動戦艦ナデシコ The prince of darkness』『真(チェンジ!!)ゲッターロボ 世界最後の日』『ガン×ソード』なども海外からの参戦の要望が高い作品だった。新規参戦作品はユーザーの世代も意識されており、40代以降のユーザーに向けて『わが青春のアルカディア 無限軌道SSX』、その下の世代に『魔法騎士レイアース』、さらにその下に『カウボーイビバップ』、そして参戦要望が多かった近年の作品である『楽園追放 -Expelled from Paradise-』が選定された。
『V』・『X』で好評だったサプライズ枠は引き続き用意されており、非ロボット作品の『カウボーイビバップ』と『わが青春のアルカディア 無限軌道SSX』がそれに該当する。このような参戦作品は「戦艦枠」と呼ばれているが実際にそのような枠が決められているわけではなく、『V』・『X』の次に登場する戦艦としてアルカディア号の参戦要望があり、それに応えたことで結果的に「戦艦枠」が出来上がっている。
昨今では非ロボット作品が多数登場する『スーパーロボット大戦X-Ω』によりユーザーの参戦要望に幅が出てきているといい、少女漫画が原作という点で異色の『魔法騎士レイアース』はそのような声に応えての参戦となる。なお、原作の『レイアース』には登場しない機体である「魔神ランティス」が参戦しているが、これは本作のストーリー上、ランティスに搭乗機を用意しなくてはならなかったため、原作者の了承を得て生まれたもの。ランティスの兄ザガートが駆る「魔神ザガート」と対を成すデザインとなっている。
同じく原作アニメには登場しない機体として、ゲーム『ゲッターロボ大決戦!』から真ゲッタードラゴン、画集『AURA FHANTASM』からヴェルビンが参戦している。真ゲッタードラゴンの参戦は寺田貴信が以前から考えていたものであり、ゲームオリジナルで知名度の低い機体にもかかわらず、発表時に大きな反響を得て寺田を驚かせた。ヴェルビン参戦は可動フィギュア「ROBOT魂」の販売がきっかけであり、『X』ではちょうど開発中に届いた情報であったため間に合わず、本作で実現する運びとなった。構想段階では上記2機体を隠しユニットにする予定だったが、せっかくの登場を強くアピールするため、公開情報に改められた。
本作での「スペシャル参戦オリジナルロボット」として『第4次スーパーロボット大戦』のオリジナル主人公機であるゲシュペンストが登場する。『V』でのグルンガストとヒュッケバイン、『X』でのサイバスターのスペシャルゲスト参戦が好評だったことを受け、最上頌平プロデューサーの強い意向により、開発がかなり進行した段階で入れ込まれたものである。
なお、通常版では『楽園追放 -Expelled from Paradise-』の原作BGMは収録されておらず、設定がゲームオリジナル楽曲になっている。

### パッケージ登場機体
通常版
- マジンガーZ（劇場版 マジンガーZ/INFINITY）
- 炎神レイアース（魔法騎士レイアース）
- ダン・オブ・サーズデイ（ガン×ソード）
- スコープドッグ（装甲騎兵ボトムズ）
- ゴッドガンダム（機動武闘伝Gガンダム）
- ガオガイガー（勇者王ガオガイガー）
- アーハン（楽園追放 -Expelled from Paradise-）
- ブラックサレナ（機動戦艦ナデシコ The prince of darkness）
- ガンバスター（トップをねらえ!）
- アルカディア号（わが青春のアルカディア 無限軌道SSX）

プレミアムアニメソング&サウンドエディション
- マジンガーZ（劇場版 マジンガーZ/INFINITY）
- 炎神レイアース（魔法騎士レイアース）
- ダン・オブ・サーズデイ（ガン×ソード）
- スコープドッグTC・LRS（装甲騎兵ボトムズ ザ・ラストレッドショルダー）
- ゴッドガンダム（機動武闘伝Gガンダム）
- スターガオガイガー（勇者王ガオガイガー）
- ニューアーハン（楽園追放 -Expelled from Paradise-）
- ブラックサレナ（機動戦艦ナデシコ The prince of darkness）
- ガンバスター（トップをねらえ!）
- アルカディア号（わが青春のアルカディア 無限軌道SSX）

## オリジナルキャラクター

### VTXユニオン・特務三課
選ばなかった性別の主人公はゲシュペンストのパイロットとして搭乗する。
サイゾウ・トキトウ
声 - 草尾毅
男性主人公。27歳。デザインは西E田。
専用BGMは、「プロフェッショナルの流儀」/「UPRIGHT ACCELERATOR」
元はエアレーサーで、動体視力、反射神経、操縦技能に優れていたところをヒロスケ・アマサキにスカウトされて「VTXユニオン」に入社。サギリ・サクライとは同期入社となる。
試験機体を半壊させてしまうなど、仕事は遂行するがやり方が荒っぽいところからついたあだ名が「野獣ネクタイ」。企業戦士の面はあるが、「社畜」というわけではなく、昼食を摂らずに仕事するのを叱咤したり、傷病休暇中に自主的に出撃した際には無報酬となることに悩んだりする。
当初、一匹狼然としていた態度であったが、特務三課の他の面々やサギリ・サクライに諭されてチームワークを学び、自分の居場所を特務三課に見出してゆく。
同じサラリーマンということで竹尾ゼネラルカンパニーの木下藤八郎とは、互いに「ちゃん」付けで呼びするほど親交を深める。
プレイヤーキャラクターに選ばなかった場合は、特務一課のテストパイロットとしてゲシュペンストに乗って登場。特務三課に出向の形で仲間入りする。
サギリ・サクライ
声 - 庄司宇芽香
女性主人公。27歳。デザインは西E田。
専用BGMは、「いつだって私なりのやり方で」/「SCARLET ACQUIRER」
食品部門での菓子の企画担当を志望して「VTXユニオン」に入社するが、研修において機動兵器の操縦に適性を見出され、テストパイロットとして配属される。機動兵器操縦については「天才的」と称される。サイゾウ・トキトウとは同期入社となる。
スタイル、ルックスと良好であるが、性格は飄々として、適当かつ大雑把でズボラ。学生時代の友人たちが続々と結婚していき、早い友人だと子供が小学生というのもあり、自身の婚期が遅れ気味なのを嘆く。なお、男性とのデートの経験はあるが、初デートにおいて食べ放題の店へ連れて行き5時間粘るといった行動で破局している。本人には無自覚ながらも、周囲の女性陣の母性を刺激して憧れられるため、女性陣の婚期を遅らせるとも評されており、ついだあだ名が「オフィスの撃墜王」、「堕天使」。なお、本人の性的思考はノーマルではあるが、プレイヤーの選択肢次第では同性もターゲットに入れるくらいには追い詰められて行くことになる。27歳という年齢はスーパーロボット大戦シリーズのオリジナル主人公キャラクターとしては高めの年齢であり、T3チームには未成年も多く「オバサン」呼ばわりされて落ち込むことも。
テストパイロットも当初の志望でもないため「給料とボーナスのために働く」とうそぶくが、それも自分を認めてもらいたいが故である。
プレイヤーキャラクターに選ばなかった場合は、特務一課のテストパイロットとしてゲシュペンストに乗って登場。特務三課に出向の形で仲間入りする。
ラミィ・アマサキ
声 - 加隈亜衣
デザインは西E田。
巨大複合企業「VTXユニオン」に就職したての新人女性社員で、ヒロスケ・アマサキの娘。20歳。大学を飛び級で卒業した才女で、専攻していた戦術研究科への配属を希望していたが、わけあって新設された特務三課へと配属される。
実は兵器星の異名を持つ軍事惑星ダーブネス出身の異星人。軍事技術が発達しているがゆえに紛争の絶えない故郷で天涯孤独の身となり、父の遺言から彼が開発した「クォーク・ドライブ」の試作品を持って惑星を脱出。物語開始の3年前に地球に流れ着いてダイマ・ゴードウィン社長に保護された末、ヒロスケの養子として引き取られた。その経緯ゆえに戦争を忌避しており、望まぬ戦いを強いられることや父の形見とも言うべきクォーク・ドライブが実戦運営に利用されることに苦悩していたが、幾多の戦いと多くの仲間たちとの出会いを経て徐々に成長し、地球を守るべき第2の故郷と考えるようになっていく。
栗色の髪の毛をしているが、地毛は浅葱色の髪の毛と桃色の瞳をしている。序盤に主人公に地毛の色を見られたときはコスプレとごまかしていたが、ヒロスケ・アマサキとは以前からの知己でもあった主人公にはヒロスケ・アマサキに子供がいないこと、ラミィが養子であることも知られていたので、なんらかの事情があることは察せられていた。
サラリーマンとしては20歳は最若手であるのだが、未成年者も多いT3チームでは年長者に分類されることになり、例えばハマーン・カーンが自分より年下と知ってギャップに悩むようなことも。
メリル・スパンナ
声 - 相沢舞
デザインは西E田。
24歳。技術部から特務三課に異動し、ティラネードへの武装提供、キャリアクスの火器管制、オペレーターを担当する。短気な性格であり、一度怒らせると手が付けられなることから、ついたあだ名は「鬼火のメリル」。
可愛いモノ好きで、守備範囲は小学生にも及び、戒道幾巳などにも萌えていた。
エイミス・アーネスト
声 - 大空直美
デザインは西E田。
24歳。総務部から特務三課に異動し、総務と経理を担当、キャリアクス索敵では索敵と機体監視を担当する。童顔で眼鏡を着用。物腰は柔らかく、異性からの受けも良いのだが、言いたいことをハッキリ言わないと気が済まない毒舌家でもあり、ついたあだ名が「Ms.ストレート」。
ヒロスケ・アマサキ
声 - 天神英貴
デザインは西E田。声を担当している天神英貴はメカデザイナーでもあり、本作に登場するティラネードやキャリアクスのデザインも担当している。
特務三課の課長。既婚者。眼鏡を着用。
温厚な人格者で、これまでも数多くの問題社員を育ててきた。
ティラネードの支援機キャリアクスの機長と操縦を担当しており、メリル、エイミスの異動前となる第0話では1人で全てを担当していた。
ダイマ・ゴードウィンが軍属だったころは、上官であった。ラミィとは上述のように実の親子ではないが、花嫁姿を想像しては喜んだり悲しんだりと父親としての感情はしっかりと持っている。

### UND
シゲイル・セイコ
声 - ボルケーノ太田
地球人。元VTXユニオン経理課で部長職だったが、収賄が発覚し懲戒免職となる。エイミスは元部下であるが、目下の人間に対しては常に高圧的に接するような性格であったため、まったく敬意を払われていない。
ルーディー・ピーシーザルトに勧誘され、UND入りし逆恨み込みでT3チームに挑むが、デスクワーク上がりでありパイロットとしての能力には劣っていたため、敗退する。
ロニー・マーブック
声 - 深川和征
地球人。大学受験に失敗した浪人生。ルーディー・ピーシーザルトに勧誘され、UND入りし逆恨み込みで強気な態度でT3チームに挑んで来るが、ロニーの言動にキレたメリルの啖呵を皮切りに、T3チームの面々から「お馬鹿」「安っぽい」「厨二病」「子供」などとこき下ろされて、撃墜される。
ポール・ダルジュ
声 - 関根有咲
地球人。ゲーム好きな小学生。ルーディー・ピーシーザルトに勧誘されUND入りし、ゲーム感覚で機動兵器に乗り込んでT3チームに挑む。宇宙怪獣の出現に、ゲームではなく命を懸けた殺し合いをしている現実を思い知らされ恐怖から戦意喪失する。
ルーディー・ピーシーザルト
声 - 永島由子
デザインは八房龍之助。
第13銀河の工業惑星ルモエア出身（非地球人）。UNDの上級戦務官。主人公やT3チームをUNDにスカウトするために何度も登場する。
当初は上官のワシールモン・ラズエルソンからの評価も高かったが、敗北が続いた事でワシールモンから見限られ、ストーリー中盤にてUNDを退社し、シャア・アズナブルのネオ・ジオンに身を寄せる。
地球の雰囲気や文化を気に入っており、制服などにはアレンジが加えられている。終盤には全にT3チームに味方するようになり、戦後はVTXユニオンに所属し、T3チームの面々からは呆れるを通り越して感心されていた。
ワシールモン・ラズエルソン
声 - 置鮎龍太郎
UNDの執務官。ルーディー・ピーシーザルトの上官。第13銀河の惑星ルノビックB-3出身（非地球人）。
普段の物腰は柔らかいが、実態は冷徹で残忍な性格をしている上に、粘着質で嫌味ったらしい。元部下からは「他人に難癖をつける事が生き甲斐」と評されている。
ラグナヤル・ディンハーリッシュ
声 - 稲田徹
UNDの全艦隊司令兼戦闘部門最高責任者。第零番艦隊を指揮する。ワシールモンの上司。赤銅色の肌している流浪の民・アーシックの出身（非地球人）。
「力あるものが全てを手にする」という信条を持つ、好戦的ながらも公正な武人。部下達からの信頼も厚いが、UNDが先細りになっていることも自覚している。その状況打開のために地球人の兵士化作戦を立て、太陽系に侵攻したのだが、T3チームの戦いを観察し、自分のやり方が時代遅れであることを悟ると、一方的に武力干渉を仕掛けたケジメのために決戦に挑む。エイム・プレズバンドと協力関係を結び、「地球人を億単位で兵士化するよりも、T3の方を求める」と交渉するが、拒絶され戦闘に入り、戦死する。

### その他のキャラクター
エイム・プレズバンド
声 - 増谷康紀
地球連邦議会議員。地球連邦の改革を勧める政治家グループ「暁の会」の代表。市民からは清廉潔白な政治家であると絶大な支持を得ている。T3チームの支援者であり「T3（Tread on the Tiger's Tail、虎の尾を踏む）」の命名者。
かつては地球連邦軍のエースパイロットの1人であり、ダイマ・ゴードウィンとはその頃からライバルであり、親友同士。
終盤、UNDと協力関係にあったことが判明するが、それも私欲などではなく、「黄昏の時代」の価値観から、UND傘下に入ることで10億の地球人を外宇宙から守ろうとするが故である。エイム・プレズバンドの行動が善意によるものであることはT3チームの面々も認めるところであったが、主張は互いに相容れず、対決することになる。
ダイマ・ゴードウィン
声 - 江原正士
VTXユニオン社長。火星生まれであり、A級ジャンパーでもある。
かつては、地球連邦軍に所属し、スーパーロボット「ガイアーン」のパイロットとして活躍した。その当時の上官ヒロスケ・アマサキの「世界を救うヒーローになれ」という言葉を励みに「無敵のダイマ」の異名を取る英雄的となった。東方不敗マスター・アジアやエルドラチームとも親交がある。
退役後、ヒロスケともどもVTXユニオンに入社し、本編から10年前に社長に就任し、以降は経済界で名を轟かすことになる。
ダイマの人生には、挫折や失敗がなく、ひたすら成功ばかり重ねており、自身への万能感、自分の行動と思想が地球人類の総意であるという思い込み、「黄昏の時代」に自ら立ち上がる意思や力を持たない地球人類に成り代わって、自分が指標となって新たな「黄金の時代」をもたらすため、自分の力で全世界を幸福にするという発想からであった。

### 『V』からの登場キャラクター
キャラクターの詳細はスーパーロボット大戦V#オリジナルキャラクターを参照。シナリオ前の選択肢でソウジとチトセのどちらがメイン主人公として扱われるかを選択できる。
叢雲 総司（ムラクモ ソウジ）
声 - 桐本拓哉
『V』の男性主人公。ヴァングネクスに搭乗。
デザインは渡邉亘。
如月 千歳（キサラギ チトセ）
声 - 神田朱未
『V』の女性主人公。グランヴァングに搭乗。
デザインは渡邉亘。
ナイン
声 - 山本希望
ヴァングネクス・グランヴァングのサブパイロット。主人公が2人同時に登場するため、本作では体を二つ用意して同時に搭乗している。
デザインは渡邉亘。
ヴェルターブ・テックスト
声 - 金本涼輔
ヒュッケバインのテストパイロット。愛称は「ヴェルト」。
デザインは糸井美帆。
シャルロッテ・ヘイスティング
声 - 照井春佳
グルンガストのテストパイロット。愛称は「ロッティ」。
デザインは糸井美帆。

### 『X』からの登場キャラクター
キャラクターの詳細はスーパーロボット大戦X#オリジナルキャラクターを参照。シナリオ前の選択肢でイオリとアマリどちらがメイン主人公として扱われるかを選択できる。
イオリ・アイオライト
声 - 新井良平
『X』の男性主人公。
デザインは高河ゆん。
アマリ・アクアマリン
声 - 佐藤聡美
『X』の女性主人公。
デザインは高河ゆん。
ホープス
声 - 野田圭一
イオリとアマリに従う魔法生物。
デザインは中島和恵。
マサキ・アンドー
声 - 緑川光
『魔装機神 THE LORD OF ELEMENTAL』の主人公。本作では『X』での設定を反映してイオリ、アマリらに同行している。
シロ
声 - 折笠愛
クロ
声 - 佐久間レイ

### アートルム
「エキスパンション・シナリオ」で登場する敵勢力でラテン語で『黒（中性子）』を意味する。その正体は『V』の「超文明ガーティム」と『X』の「魔従教団」、『T』の「UND」の幹部たちが3つの組織の野望を満たすために結託して集まった同盟組織。エンデの力で蘇らされた魂がネバンリンナの用意した体を移され再生させた全組織の機動兵器やモンスターを使役する。
アールフォルツ・ローム・ハルハラス
声 - 中田譲治
ジェイミー
声 - 庄司宇芽香
グーリー
声 - 田中一成
セルリック・オブシディアン
声 - 真殿光昭
本作ではエンデの仮の姿として登場。
システム・ネバンリンナ
声 - 鶴ひろみ
シナリオを進めると「愛」の意味を理解して仲間になる（サポートキャラ扱い）
魔獣エンデ
声 - 田中秀幸
鉄魔獣ネバンエンデ
声 - 鶴ひろみ、田中秀幸
「エキスパンション・シナリオ」の最終ボス。ネバンリンナのアーケイディア複数と魔獣エンデが合体した姿。

## オリジナルメカ
ティラネード
デザインは天神英貴。主人公が在籍している企業【VTXユニオン】のプロジェクトTNDで開発された試作機。名前はプロジェクト名と恐竜ティラノサウルスに由来している。
従来の機動兵器を凌駕する高出力を出すことが出来、それを利用した大推力を使った空戦能力が非常に高い。しかし最高速度では小回りが効かないために性能を引き出すにはパイロットの操縦技術が必要とされる。携帯武装は少なく、キャリアクスから射出してもらうなどの連携を前提とした形を取っている。またコクピット周りは特に手が入っておりパイロットスーツ無しでの搭乗が可能となっている。
機体内にはラミィがもたらしたクォーク・ドライブが搭載されており、これが高出力を生み出す元となっている。
デザインコンセプトは「スーツを着たサラリーマン」であり、機体の中央にはネクタイを思わせるラインが入っている。初期設定ではデザイナーと同じ「テンジン」という名称だったが、スタッフから「さすがにやりすぎ」という反対意見が出たため改名された。
ティラネード・レックス
UNDとの戦闘で破損したティネラードを修理・強化したもの。それまでの戦闘データをフィードバックして作られた各部パーツを換装している。名前は「未知の可能性を秘めた改修『Re：X』」とティラノサウルス・レックスから。
クォーク・ドライブの解析も進み、改修前と比べて更なる出力と火力も出せるようになったが代わりに非常に人を選ぶ機体となった。この辺りは搭乗者のポテンシャルをどこまで引き出せるかに興味を持った技術部の探求心（一説には悪ノリ）の結果となっている。しかし後追いでプロジェクトTNDにVTXユニオンのフラッグシップ機の開発という新しい目標が設定されたため最終的には目標達成したとも言える完成度になった。
キャリアクス
ティネラードを支援するための戦闘機。マップアイコンもあるが武装扱いに近く、図鑑には登録されない。
機体の形は、本作の名称である『T』の字になっている。
ゲシュペンスト
本作ではVTXユニオン特務一課で開発された機体となっている。パイロットは選ばなかった主人公が搭乗する。
構想段階では、特務一課の機体はティラネードの色違いになるはずだった。しかし開発がかなり進んだところでゲシュペンストに替えることが決まり、オリジナルキャラクターが多数登場する中で専用パイロットを入れ込むのは難しかったことから、「機体のみ参戦」という形になった。
ゼグード
「マシンナリィ・フレーム」と呼ばれる作業機械。ターゲット・ドローン（オレンジ）、民間払い下げ機（カーキ）、ゴロツキ達の運用機（青とカーキ）の3種類ある。武器はビーム機銃のみ。
イービットα
イービットβ
イービットγ
UNDの量産兵器。ビームソード装備の接近戦型のα（緑）、ビームキャノンを装備した砲撃戦のβ（赤）、2つの特性を融合させたγ（紫）の3機種が存在する。
イーファス
イーファスΣ
イーファスΩ
UNDの最新鋭統合戦術機動兵器。一般機の白、エースパイロット機のΣ（赤）、エイム・プレズバンド専用機のΩ（黒）の3機種が登場する。
アーピエス
アーピエス・アート
UNDの主力戦艦。一般機（緑）トワシールモンの乗る指揮官専用艦のアーピエス・アート（赤）が登場。
アールオール
ラグナヤル専用の艦隊司令専用艦。
ダイガイアン(ダイガイアン1号)
ダイマが乗る最終ボス。ダイマが現役時代に搭乗していたスーパーロボット「ガイアーン」を元にした巨大ロボット。
ダイガイアン2号
隠しルートでエイムが乗る機体でダイガイアン1号の同系機。カラーリングが黒になっただけで特に違いがない。「エキスパンション・シナリオ」最終話のみAI搭載型の量産機が登場。
ティランド
AI搭載型のティラネードの制式量産機。
『スーパーロボット大戦V』からの登場
ヴァングネクス
ソウジの搭乗機。スピード重視型。
グランヴァング
チトセの搭乗機。パワー重視型。
ヒュッケバイン
ヴェルトの搭乗機。
グルンガスト
ロッティの搭乗機。
『スーパーロボット大戦X』からの登場
ゼルガード
イオリとアマリの搭乗機。メインパイロットはシナリオ開始前の選択肢で変わる。
サイバスター
マサキの搭乗機。

## 主題歌
- 2019年4月24日にバンダイナムコアーツ（ランティスレーベル）よりCDシングルがリリースされた[15][16]。

オープニングテーマ：Tread on the Tiger‘s Tail
歌：JAM Project
エンディングテーマ：RESET
歌：JAM Project

## 期間限定生産版収録曲
本作の期間限定生産版「プレミアムアニメソング＆サウンドエディション」では、各ユニットの出自作品で用いられていた曲が収録（全35曲。ゲーム用に尺を調整した盤）されており、それをBGMとして戦闘時に流すことが可能。
なお、戦闘時に曲を流すシステムはPS4版における「エディットBGM機能」をベースにしており（詳細はエディットBGM機能を参照）ユーザーが別の曲に差し替えることもできるが、Switch版にはエディットBGM機能自体がないため、通常版で使用のBGMと限定版音曲との二者択一となる。またSwitch版では通常版と期間限定生産版はセーブデータを共有できない。
1. トライダーG7のテーマ - たいらいさお（『無敵ロボ トライダーG7』主題歌）
2. ダンバイン とぶ - MIO（『聖戦士ダンバイン』主題歌）
3. モノローグを染めて - 辛島美登里（『聖戦士ダンバイン New Story of AURA BATTLER Dunbine』2nd主題歌）
4. 宇宙を駆ける〜ゼータの発動 - 三枝成彰（作曲）（『機動戦士Ζガンダム』サウンドトラックより）
5. サイレント・ヴォイス - ひろえ純（『機動戦士ガンダムΖΖ』2nd主題歌）
6. BEYOND THE TIME (メビウスの宇宙を越えて) - TM NETWORK（『機動戦士ガンダム 逆襲のシャア』主題歌）
7. FLYING IN THE SKY - 鵜島仁文（『機動武闘伝Gガンダム』主題歌）
8. 勝利者たちの挽歌 - 大山修司（『機動武闘伝Gガンダム』挿入歌）
9. Trust You Forever - 鵜島仁文（『機動武闘伝Gガンダム』2nd主題歌）
10. 炎のさだめ - TETSU（『装甲騎兵ボトムズ』主題歌）
11. いつも あなたが - TETSU（『装甲騎兵ボトムズ』エンディング曲）
12. 嵐の勇者（ヒーロー） - 岡柚瑠（『勇者特急マイトガイン』主題歌）
13. グレート・ダッシュ!! - 露湖藻雷蔵＆海蔵（『勇者特急マイトガイン』挿入歌）
14. 勇者王誕生! - 遠藤正明（『勇者王ガオガイガー』主題歌）
15. 最強勇者ロボ軍団 - 宮内タカユキ（『勇者王ガオガイガー』挿入歌）
16. 美しき光の翼 - 高井治（『勇者王ガオガイガー』挿入歌）
17. Tank! - 菅野よう子（作曲） / THE SEATBELTS（演奏）（『カウボーイビバップ』オープニングテーマ）
18. さすらいのカウボーイ - TADA"ED"AOI（『カウボーイビバップ』より[注 5]）
19. THE REAL FOLK BLUES - 山根麻衣（『カウボーイビバップ』エンディングテーマ）
20. トップをねらえ！〜FLY HIGH〜 - 日髙のり子・佐久間レイ（『トップをねらえ!』挿入歌）
21. YOU GET TO BURNING - 松澤由美（『機動戦艦ナデシコ』主題歌）
22. ROSE BUD - 松澤由美（『機動戦艦ナデシコ -The prince of darkness-』イメージソング）
23. HEATS - 影山ヒロノブ（『真(チェンジ)!!ゲッターロボ 世界最後の日』2nd主題歌）
24. Can't Stop - 遠藤正明（『ゲッターロボ大決戦!』主題歌[注 6]）
25. マジンガーZ/INFINITYバージョン - 水木一郎（『劇場版 マジンガーZ/INFINITY』主題歌）
26. おれはグレートマジンガー - 水木一郎・コロムビアゆりかご会（『グレートマジンガー』主題歌）
27. おれたちの船出 - 水木一郎・こおろぎ'73（『わが青春のアルカディア 無限軌道SSX』主題歌）
28. ハーロックのバラード - 水木一郎（『わが青春のアルカディア 無限軌道SSX』エンディング曲）
29. ゆずれない願い - 田村直美（『魔法騎士レイアース』主題歌）
30. 光と影を抱きしめたまま - 田村直美（『魔法騎士レイアース』3rd主題歌）
31. GUN×SWORD - 中川幸太郎（作曲・演奏）feat.鬼太鼓座（演奏）（『ガン×ソード』オープニングテーマ）
32. 虹の彼方 - ユキコ（雪野五月）（『ガン×ソード』挿入歌）
33. A Rising Tide - OKINO,SHUNTARO（『ガン×ソード』エンディングテーマ）
34. EONIAN -イオニアン- - ELISA connect EFP（『楽園追放 -Expelled from Paradise-』主題歌）
35. TIME TO COME - 山根昇（作曲）（ゲームソフト『第4次スーパーロボット大戦』サウンドトラックより）